# Spark: A Space Tail
Spark: A Space Tail (nebo jen Spark) je animovaný film kanadského režiséra Aarona Woodleyho. Jde o režisérův první celovečerní animovaný film. Premiérově byl uveden dne 22. dubna 2016 na festivalu Toronto Animation Arts Festival International. Oficiální trailer k filmu byl představen v únoru 2017. Do kin byl snímek uveden dne 14. dubna 2017. Jednotlivé postavy namluvili například Patrick Stewart, Jessica Bielová, Hilary Swanková a Susan Sarandonová. Režisér Aaron Woodley uvedl, že na filmu pracoval velmi dlouhou dobu. Srovnával se svým předchozím (hraným) filmem Donucen ke zločinu (2011), který vznikl během dvou měsíců: tři týdny zabrala preprodukce a čtyři samotné natáčení.